# Biogeografi
Biogeografi er læren om organismers geografiske udbredelse. Indenfor biogeografi er man interesseret i de relationer, der kan forklare den geografiske udbredelse af levende organismer. Organismers geografiske udbredelse kan være afhængig af forskellige faktorer, såsom varierende klima, vegetation og terrænforhold, som skaber forskellige barrierer og begrænser en naturtype. Andre barrierer kan være skabt af naturkatastrofer, ændringer i pladetektonik eller havoverfladen.
Den britiske naturforsker Alfred Russel Wallace regnes som biogeografiens fader. I sit arbejde med indsamling i Malaysia opdagede han, at der eksisterede en ganske skarp skillelinje imellem øer med strejf af australsk dyreliv i sydøst og asiatiske arter i nordvest. Denne linje kaldes i dag Wallacelinjen og regnes som en del af skellet imellem den australske og asiatiske biogeografiske zone. Forståelsen af biogeografi som fag var en vigtig bidragsyder til udviklingen af evolutionsteori. 1960'erne lancerede Robert MacArthur og EO Wilson ø-biogeografi. Denne måde at forstå dyreliv som en række mere eller mindre isolerede bestande i et "hav" af ubeboelige landskaber lagde fundamentet for matematisk modellering af økologi.